# Demei Xu
Demei Xu (China, 23 de mayo de 1967) fue una atleta china, especializada en la prueba de lanzamiento de jabalina en la que llegó a ser campeona mundial en 1991.

## Carrera deportiva
En el Mundial de Tokio 1991 ganó la medalla de oro en el lanzamiento de jabalina, con una marca de 68.78 metros, quedando en el podio por delante de las alemanas Petra Meier y Silke Renk.